# René Villemure (hockey sur glace)
Pour l’article homonyme, voir René Villemure (homme politique).
René Villemure (né le 13 avril 1952 à Shawinigan dans la province de Québec au Canada) est un joueur hockey sur glace. Il évolue au poste d'ailier gauche.

## Carrière
Il commence sa carrière junior dans la toute nouvelle Ligue de hockey junior majeur du Québec (LHJMQ) en 1969-1970, au sein de l’effectif des Bruins de Shawinigan. Il joue avec ces derniers trois saisons.
Le 8 juin 1972, lors du repêchage amateur de la Ligue nationale de hockey (LNH), il est choisi en 31e position par les Rangers de New-York.
Lors de la saison 1972-1973, il est affecté par ses derniers dans le club-école des Reds de Providence en Ligue américaine de hockey (LAH).
Le 28 octobre 1973, les Rangers l’échange en compagnie de Glen Sather aux Blues de Saint-Louis, en retour de Jack Egers.
Il commence la saison 1973-1974 dans l’équipe des Six-Guns d'Albuquerque, évoluant dans la Ligue centrale de hockey (LCH), mais se fracture un pouce. Il manque une bonne partie de la saison et lorsqu’il revient, il est envoyé dans l’équipe des Spurs de Denver en Western Hockey League (WHL).
La saison suivante, la WHL cessant ses activités, il va disputer la LCH avec les Spurs.
En 1975-1976, il s’engage avec les Jaros de Beauce dans la NAHL. À sa première saison, ils vont échouer en finale face aux Firebirds de Philadelphie. Lors de la saison 1976-1977, le club est dissous et René Villemure finit le championnat avec les Nordiques du Maine avec qui il échoue à nouveau en finale. Il met un terme à sa carrière sportive au terme de cette saison.

## Statistiques
| Saison    | Équipe                 | Ligue |    | Saison régulière | Saison régulière | Saison régulière | Saison régulière | Saison régulière |   | Séries éliminatoires | Séries éliminatoires | Séries éliminatoires | Séries éliminatoires | Séries éliminatoires |
| Saison    | Équipe                 | Ligue | PJ | B                | A                | Pts              | Pun              | PJ               | B | A                    | Pts                  | Pun                  |                      |                      |
| 1969-1970 | Bruins de Shawinigan   | LHJMQ | 54 | 12               | 23               | 35               | 110              | 5                | 2 | 1                    | 3                    | 22                   |                      |                      |
| 1970-1971 | Bruins de Shawinigan   | LHJMQ | 62 | 27               | 43               | 70               | 229              | 10               | 6 | 12                   | 18                   | 39                   |                      |                      |
| 1971-1972 | Bruins de Shawinigan   | LHJMQ | 61 | 36               | 59               | 95               | 170              | 9                | 2 | 3                    | 5                    | 7                    |                      |                      |
| 1972-1973 | Reds de Providence     | LAH   | 73 | 8                | 12               | 20               | 108              | 3                | 0 | 0                    | 0                    | 0                    |                      |                      |
| 1973-1974 | Six-Guns d'Albuquerque | LCH   | 2  | 0                | 0                | 0                | 5                |                  |   |                      |                      |                      |                      |                      |
| 1973-1974 | Spurs de Denver        | WHL   | 23 | 4                | 5                | 9                | 19               |                  |   |                      |                      |                      |                      |                      |
| 1974-1975 | Spurs de Denver        | LCH   | 24 | 2                | 2                | 4                | 81               | 2                | 0 | 1                    | 1                    | 2                    |                      |                      |
| 1975-1976 | Jaros de Beauce        | NAHL  | 64 | 36               | 57               | 93               | 93               | 12               | 1 | 4                    | 5                    | 21                   |                      |                      |
| 1976-1977 | Jaros de Beauce        | NAHL  | 29 | 18               | 13               | 31               | 13               |                  |   |                      |                      |                      |                      |                      |
| 1976-1977 | Nordiques du Maine     | NAHL  | 41 | 14               | 19               | 33               | 17               | 7                | 1 | 4                    | 5                    | 2                    |                      |                      |